# Sarandi Sobral
Pour l’article homonyme, voir Pampero.
Sarandi Sobral dit Pampero, né le 31 mars 1978 à Montevideo, est un joueur de beach soccer international uruguayen.
Il est fan de Diego Maradona et pratique aussi le futsal et le footvolley, deux disciplines où il a aussi été appelé en équipe d'Uruguay.

## Biographie
Sarandi Sobral décide de se faire appelé Pampero en hommage à son père qui était comme le cheval Paturuzú.
Le 26 mars 2011, Pampero et le Vasco da Gama entrent dans l'histoire du beach soccer en venant à bout du Sporting Portugal (4-2) lors de la finale de la première coupe du monde des clubs. L'urugayen est élu meilleur joueur de la compétition. 
En mars 2012, pour la Coupe du Brésil, Pampero rejoint l'équipe de Botafogo. 

## Palmarès

### En sélection
- Coupe du monde
  - Finaliste en 2006
  - 3e en 2007

- Coupe latine
  - Vainqueur en 2011
  - Finaliste en 2005
  - 3e en 2004
  - 4e en 2006, 2009, 2010

- Championnat de beach soccer CONMEBOL
  - Finaliste en 2005, 2006, 2007  et 2009
  - 3e en 2008

### En club
Vasco da Gama
- Vainqueur de la Coupe du monde des clubs en 2011

 Krylia Sovetov
- 3e du Championnat de Russie en 2011

 Flamengo
- Finaliste de la Coupe du monde des clubs en 2012

### Individuel
- Meilleur joueur de la Coupe du monde des clubs en 2011